# 2022 FNS歌謡祭 夏

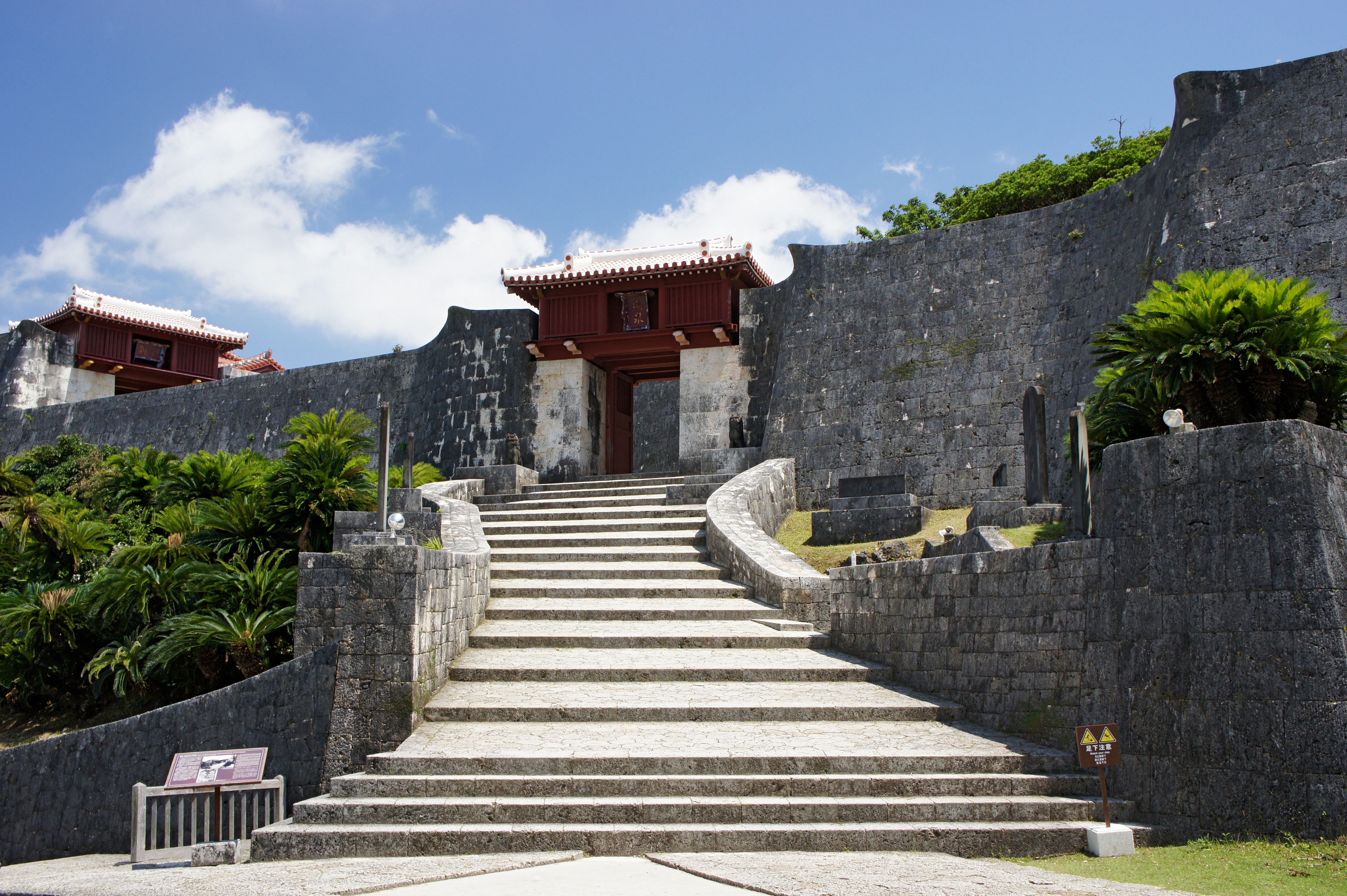
一部の沖縄出身アーティストのパフォーマンスが行われた屋外ステージが特設された首里城公園

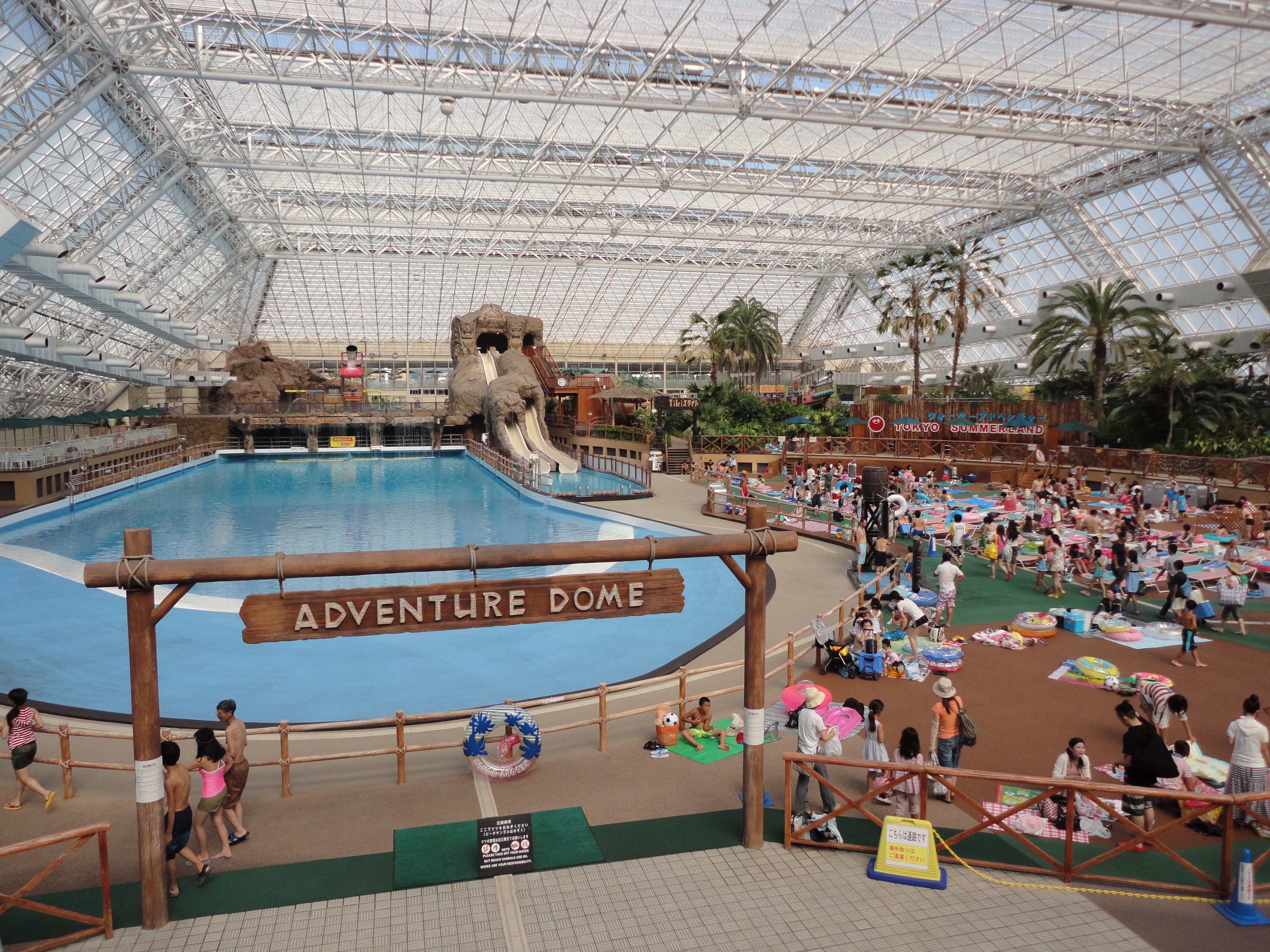
「プールサイドパーティー」として特設ステージでパフォーマンスが行われた東京サマーランド

『2022 FNS歌謡祭 夏』（2022 エフエヌエスかようさい なつ）は、フジテレビ系列で2022年7月13日 18:30 - 21:54（JST）に生放送された通算11回目の『FNS歌謡祭 夏』である。通称は『夏のFNS』または『夏の歌謡祭』。

## 概要
2022年6月23日にフジテレビから発表された。総合司会は『2021 FNS歌謡祭 夏』に引き続き、活動休止中の嵐の相葉雅紀と当時のフジテレビアナウンサーの永島優美が務める。
放送時間は前年に引き続き18:30開始だが、今年度より水曜22時枠ドラマが復活した事もあり終了時間は『2022 FNS歌謡祭 春』と同じく21:54終了となり、前年より放送時間が54分短縮となった。また、『FNS歌謡祭 夏』（『FNSうたの夏まつり』時代も含める）が22時台に放送されないのは史上初となる。
なお、FNS歌謡祭シリーズでは『2020 FNS歌謡祭 夏』以降は新型コロナウイルス感染症による感染拡大防止対策で大半のアーティストを事前収録での出演にして3つの密を避ける配慮で放送されていたが、今回は『2019 FNS歌謡祭』以来の約3年ぶりに本格的な生放送形式に戻り、一部を除き大半のアーティストが生出演してパフォーマンスしたり、司会の相葉や永島アナとのスタジオトークが展開された。
平均視聴率は第1部（18:30 - 19:00）が4.7%、第2部（19:00 - 21:54）が8.8%だった（ビデオリサーチ調べ、関東地区・世帯・リアルタイム）。

## 当日のステージ
今回のステージの最多出演者は、TRFであり、4曲に参加している。
今回は、全49曲中25曲がコラボレーション（共演）で披露された。
トップバッターは、NEWS・Hey! Say! JUMP・Kis-My-Ft2・なにわ男子が当番組でそれぞれ初めて担当して「weeeek」を4組のコラボレーションで披露した。
番組前半では、沖縄本土復帰50年を記念して、沖縄県出身アーティストが沖縄ゆかりの名曲を出演アーティスト同士のコラボレーション・カバーのメドレーで披露された。
番組中盤では、今年デビュー30周年を迎えたTRFが日向坂46とTHE RAMPAGE from EXILE TRIBEとそれぞれコラボレーションして4曲のスーパーヒットメドレーを披露した。
番組後半では、今年デビュー25周年を迎えたDA PUMPと昨年結成20周年を迎えたORANGE RANGEが対バン形式でそれぞれのヒット曲をメドレーで披露された。
大トリは、NEWSが当番組で初めて担当して最新曲「LOSER」を披露した。
ジャニーズ事務所からは20th Century、NEWS、Hey! Say! JUMP、Kis-My-Ft2、なにわ男子の5組が出演した。
今回はあいみょん、Ado、伊藤沙莉、井上芳雄、THE RAMPAGE from EXILE TRIBE、Tani Yuuki、玉城千春、20th Century、Toshl、夏川りみ、なにわ男子、星屑スキャット、松下洸平、満島真之介、MONGOL800、RIEHATA、LE SSERAFIMの17組のアーティストが『FNS歌謡祭 夏』に初出演した。このうち20th Century全員およびLE SSERAFIMの宮脇咲良とキム・チェウォンの全5名は前籍グループ時代以来の出演となった。
宮沢和史は2013年以来の9年ぶり、宇崎竜童は2014年以来の8年ぶり、T.M.Revolutionは2015年以来の7年ぶり、ORANGE RANGE・氣志團・島袋寛子・SEKAI NO OWARI・TRFは2016年以来の6年ぶり、工藤静香は2017年以来の5年ぶり、桐谷健太・氷川きよしは2018年以来の4年ぶり、木村カエラ・GENERATIONS from EXILE TRIBE・日向坂46・WANIMAは2019年以来の3年ぶり、Hey! Say! JUMPは2020年以来の2年ぶりの『FNS歌謡祭 夏』の出演となった。

## 出演者

### 司会
- 相葉雅紀（嵐）
- 永島優美（当時：フジテレビアナウンサー）

### 出演アーティスト
- あいみょん
- 伊藤沙莉
- 井上芳雄
- 宇崎竜童
- ウタ（歌唱：Ado）From『ONE PIECE FILM RED』
- ELAIZA
- ORANGE RANGE
- 氣志團
- Kis-My-Ft2
- 木梨憲武
- 木村カエラ
- 清塚信也
- 桐谷健太
- 工藤静香
- 郷ひろみ
- THE RAMPAGE from EXILE TRIBE
- GENERATIONS from EXILE TRIBE
- 島袋寛子
- SEKAI NO OWARI
- Tani Yuuki
- DA PUMP
- 玉城千春
- 知念里奈
- TRF
- T.M.Revolution
- 20th Century
- 德永英明
- Toshl
- 夏川りみ
- なにわ男子
- NEWS
- 氷川きよし
- BEGIN
- 日向坂46
- Hey! Say! JUMP
- 星屑スキャット[注 10]
- 松下洸平
- 三浦大知
- 満島真之介
- 宮沢和史
- 宮本笑里
- ミュージカル『ミス・サイゴン』カンパニー（伊礼彼方、高畑充希、海宝直人、上原理生）
- MONGOL800
- MONGOL800×WANIMA
- RIEHATA
- LE SSERAFIM

### ゲスト
- 竹原慎二 - 『2015 FNS歌謡祭』の見栄晴に引き続き、木梨憲武と宇崎竜童のパフォーマンスの際に乱入する形で登場、番組内では一切触れられていなかった。

### 音楽・演奏
- 武部聡志音楽団

音楽監督&Pf.：武部聡志／演奏：Dr. 村石雅行、Ba. 浜崎賢太、Gt. 遠山哲朗・福原将宣、Key. 清水俊也、MNP. 前田雄吾、Cho. 今井マサキ・加藤いづみ、Strings. 今野均ストリングス

## セットリスト
| 順番 | アーティスト                                       | 楽曲                                                             |
| ---- | -------------------------------------------------- | ---------------------------------------------------------------- |
| 1    | NEWS×Hey! Say! JUMP×Kis-My-Ft2×なにわ男子          | weeeek (2007/NEWS)                                               |
| 2    | 日向坂46                                           | 僕なんか                                                         |
| 3    | THE RAMPAGE                                        | THE POWER                                                        |
| 4    | 三浦大知×清塚信也                                  | 燦燦 (三浦大知)                                                  |
| 5    | 氣志團×工藤静香                                    | 喧嘩上等 (2014/氣志團)                                           |
| 6    | 工藤静香×氣志團                                    | 慟哭 (1993/工藤静香)                                             |
| 7    | Hey! Say! JUMP                                     | 恋をするんだ                                                     |
| 8    | Hey! Say! JUMP×なにわ男子                          | ウィークエンダー (2014/Hey! Say! JUMP)                           |
| 9    | ミュージカル『ミス・サイゴン』カンパニー           | 火がついたサイゴン                                               |
| 10   | ミュージカル『ミス・サイゴン』カンパニー           | 命をあげよう                                                     |
| 11   | ミュージカル『ミス・サイゴン』カンパニー           | 世界が終わる夜のように                                           |
| 12   | LE SSERAFIM                                        | FEARLESS                                                         |
| 13   | Tani Yuuki×RIEHATA                                 | W/X/Y (2021/Tani Yuuki)                                          |
| 14   | 氷川きよし                                         | 限界突破×サバイバー (2017)                                       |
| 15   | 伊藤沙莉                                           | 15の夜 (1983/尾崎豊)                                             |
| 16   | 郷ひろみ×大洗高校マーチバンド部                    | お嫁サンバ (1981/郷ひろみ)                                       |
| 17   | 郷ひろみ×大洗高校マーチバンド部                    | 2億4千万の瞳-エキゾチック・ジャパン- (1984/郷ひろみ)             |
| 18   | ウタ(歌唱:Ado)                                     | 新時代                                                           |
| 19   | ウタ(歌唱:Ado)                                     | 私は最強                                                         |
| 20   | 宮沢和史×三浦大知                                  | 島唄 (1993/THE BOOM)                                             |
| 21   | BEGIN×夏川りみ×島袋寛子                            | 涙そうそう (2000/BEGIN) (2001/夏川りみ)                          |
| 22   | ISSA(DA PUMP)×満島真之介                           | 花〜すべての人の心に花を〜 (1980/喜納昌吉)                       |
| 23   | 桐谷健太×BEGIN                                     | 海の声 (2015/桐谷健太)                                           |
| 24   | 玉城千春×知念里奈                                  | 未来へ (1998/Kiroro)                                             |
| 25   | BEGIN×夏川りみ×島袋寛子×桐谷健太×玉城千春×知念里奈 | 島人ぬ宝 (2002/BEGIN)                                            |
| 26   | TRF×日向坂46                                       | survival dAnce 〜no no cry more〜 (1994/trf)                     |
| 27   | TRF×日向坂46                                       | BOY MEETS GIRL (1994/trf)                                        |
| 28   | TRF×THE RAMPAGE                                    | CRAZY GONNA CRAZY (1995/trf)                                     |
| 29   | TRF×THE RAMPAGE                                    | EZ DO DANCE (1993/trf)                                           |
| 30   | 20th Century                                       | 夢の島セレナーデ                                                 |
| 31   | なにわ男子                                         | サチアレ                                                         |
| 32   | Kis-My-Ft2                                         | Two as One                                                       |
| 33   | 木梨憲武×宇崎竜童                                  | サクセス (1977/ダウン・タウン・ブギウギ・バンド) (2021/木梨憲武) |
| 34   | GENERATIONS                                        | チカラノカギリ                                                   |
| 35   | Toshl×T.M.Revolution                               | 夏の終りのハーモニー (1986/井上陽水・安全地帯)                   |
| 36   | T.M.Revolution×Toshl                               | HOT LIMIT (1998/T.M.Revolution)                                  |
| 37   | 德永英明×松下洸平                                  | 壊れかけのRadio (1990/德永英明)                                  |
| 38   | 木村カエラ×ELAIZA                                  | リルラ リルハ (2005/木村カエラ)                                  |
| 39   | 井上芳雄×宮本笑里                                  | 少年時代 (1990/井上陽水)                                         |
| 40   | 20th Century×星屑スキャット                        | 君だけに (1987/少年隊)                                           |
| 41   | DA PUMP                                            | Feelin' Good -It's PARADISE- (1997)                              |
| 42   | ORANGE RANGE                                       | ロコローション (2004)                                            |
| 43   | DA PUMP                                            | U.S.A. (2018)                                                    |
| 44   | MONGOL800                                          | 小さな恋のうた (2001)                                            |
| 45   | ORANGE RANGE                                       | Melody                                                           |
| 46   | SEKAI NO OWARI                                     | Habit                                                            |
| 47   | あいみょん                                         | 初恋が泣いている                                                 |
| 48   | MONGOL800×WANIMA                                   | 愛彌々                                                           |
| 49   | NEWS×ALL CAST                                      | LOSER                                                            |

### VTR
NiziU FNS限定スペシャル映像
- 「Step and a step」(2020) 『2020 FNS歌謡祭 第1夜』より
- 「Take a picture」(2021) 『2021 FNS歌謡祭 第1夜』より
- 「Chopstick」(2021) 『2021 FNS歌謡祭 第1夜』より
- 「CLAP CLAP」(ミュージック・ビデオ) - 当初パフォーマンス披露予定だった楽曲。

## 関連番組
- FNS歌謡祭 夏 ワクワク直前SP

当番組司会の相葉雅紀と永島アナが担当する事前番組。7月9日 0:55 - 1:05、7月10日 1:25 - 1:35の3回に渡って放送。
出演アーティスト・楽曲・企画など一部のみどころを紹介。
なお9日は16:30 - 17:30（『土曜スペシャル』第2部）でも放送する予定ではあったが、前日の8日に起きた「安倍晋三元首相銃撃事件」関連報道特別番組に差し替えられ、時差ネットで放送予定のテレビ新広島のみの裏送り対応に、また、当初の放送内容はFODおよびTVerによるネット配信に変更となった。
- VS魂

当番組の司会を務める相葉雅紀がレギュラー出演しているバラエティ番組。

## スタッフ
- セットデザイン：鈴木賢太
- 美術プロデューサー：三竹寛典
- アートコーディネーター：西嶋友里
- 大道具：浅見大、井田正也
- アクリル装飾：伊藤幸枝
- アートフレーム：石井智之、坂脇伸吾
- 電飾：日下信二、浅野辰也
- 植木装飾：後藤健
- 生花装飾：荒川直史
- 視覚効果：倉谷美奈絵
- 装飾：西村怜子
- メイク：山田かつら
- 楽器：島津哲也、齋藤隆之介
- LED：齋藤淳之介、河本祥太
- スタジオCG：笹生宗慶
- TD：米山和孝
- SW：馬塲義土
- カメラ：片野裕史
- 音声：吉永哲也、鹿又健一、唐渡健夫
- VE：白波考大
- 照明：西野大介、紙透貴仁、内山晶裕、佐藤博樹
- PA：須藤傑、水野愛里香
- 回線：安藤悠人
- LSM：中山隆
- 中継＜沖縄 首里城＞
  - TD／SW：斉藤伸介
  - カメラ：水長卓朗
  - 音声：高橋敬
  - VE：蜷川太一
  - 照明：大野遥平
  - PA：白鳥慎一郎
  - アートコーディネーター：石田博己
  - 大道具：宮城修
  - コーディネーター：銘苅靖
  - 中継技術協力：沖縄テレビ放送、関西テレビ放送、富士ライト商事、沖縄ハートス、アンドフィルムスタジオ沖縄
  - 協力：国営沖縄記念公園（首里城公園）、コーディ・プロ、プロサウンド スタック、インプレスト
- 中継＜東京サマーランド＞
  - TD／カメラ：中島佑馬
  - SW：長尾康平
  - 音声：鈴木岳登
  - VE：久保貴博
  - 照明：中村貞敏
  - PA：中野忠義
  - アートコーディネーター：鈴木あみ
  - 電飾：平野寛
  - 協力：東京サマーランド、ワンウェイ、アドゲイプロモーション、三慶サービス
- 構成：山内浩嗣
- 編成：長嶋大介
- 広報：北村桃子
- ホームページ担当：城増美、渋沢恵
- テロップ送出：宮崎かおる、草崎祐一郎
- 音響効果：温水義成、髙橋玲南
- 編集：小島嘉隆、葉柴栄次
- MA：藤井啓介
- タイトルCG：古畑資展
- 編集CG：渡辺之雄
- 場内整理：坂井伸治
- TK：平野美紀子、江野澤郁子、髙木美紀、海老澤廉子
- デスク：富張明子
- 音楽コーディネート：大滝拓見
- 協力：ハーフトーンミュージック
- 美術協力：フジアール、チトセアート、ナカムラ綜美、エスケイシステム、コマデン、テルミック、野沢園、京花園、東京特殊効果、山田かつら、東京TUBE
- 技術協力：fmt、共同テレビジョン、サンフォニックス、放映サービス、田中電設、共立、ワンツー・ワンツー、明光セレクト、SIS、DRONE★VILLAGE、ピーシーライツ、三穂電機、4-Legs、デジデリック、MTプランニング
- 制作協力：E&W、ザ・スピングラス、デジタルスペック
- 衣裳協力：TADASHI SHOJI
- 制作：太田一平
- エグゼクティブ・プロデューサー：石田弘
- 制作進行：相場優衣子、渡辺由貴
- 編集ディレクター：志賀一寿、黒岩栄治、後藤悠樹、吉田誠、花輪研斗
- フロアディレクター：大野悟、樋川優美、松舘ちひろ
- プロデューサー：中村峰子、土田芳美、宇賀神裕子、後藤夏美、加藤万貴、早川和希、岩田恵・宮崎鉄平、竹岡直弘
- 演出：浜崎綾、島田和正、川上惇
- 総合演出：松永健太郎
- チーフプロデューサー：三浦淳
- 制作：フジテレビ編成制作局制作センター第二制作室
- 制作著作：フジテレビ

## その他
- 当初はOfficial髭男dismも出演予定だったが、メンバーの藤原聡が新型コロナウイルスに感染したことに伴い、他のメンバーも含めたグループ全員が出演を取り止めた[8]。また、同じくNiziUも出演予定だったが、メンバーのMAYUKAが新型コロナウイルスに感染したことに伴い、他のメンバー含めたグループ全員が出演キャンセルとなった[9]。